# Australia Day

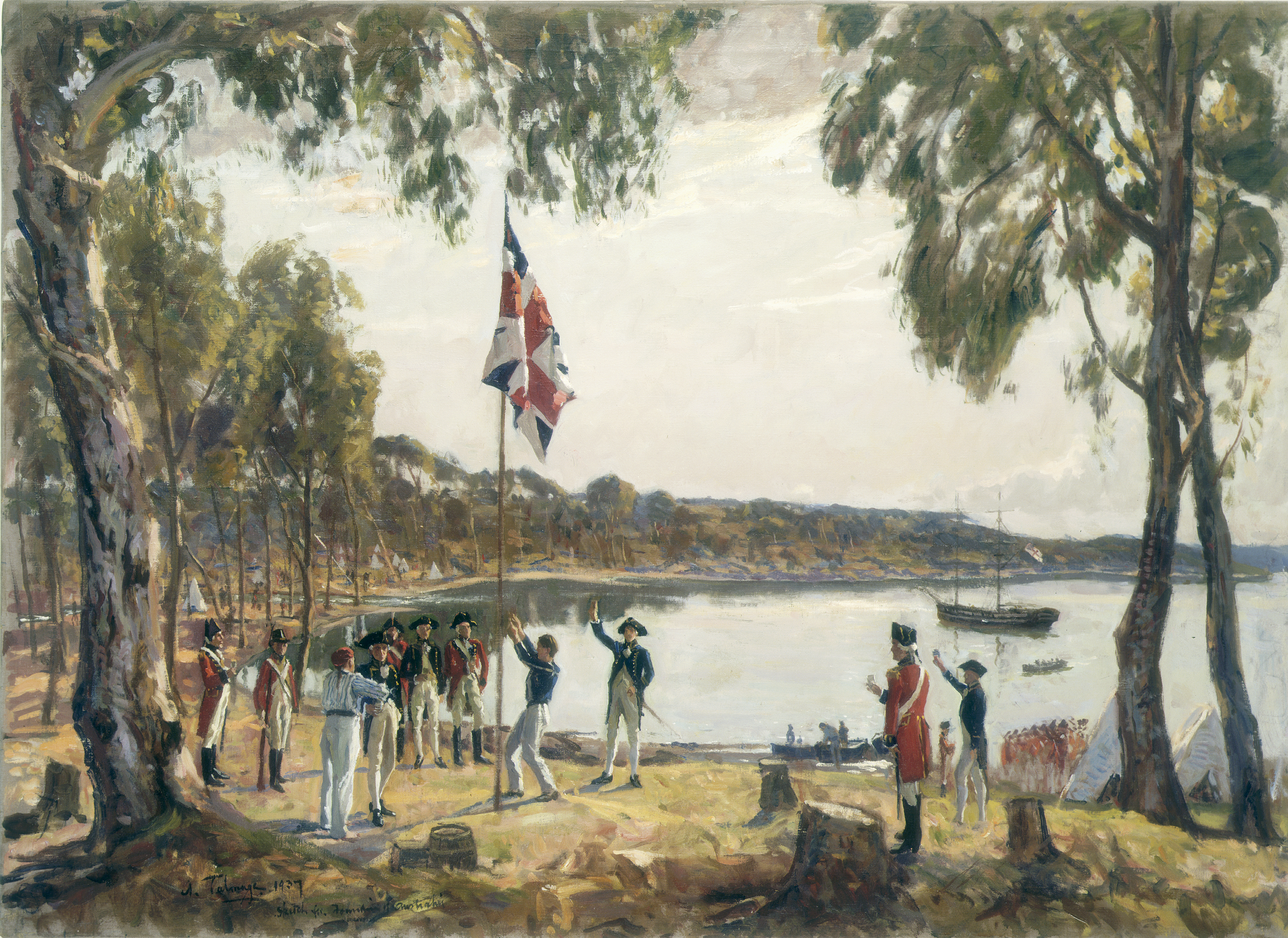
Landnahme der Briten durch Arthur Phillip am 26. Januar 1788

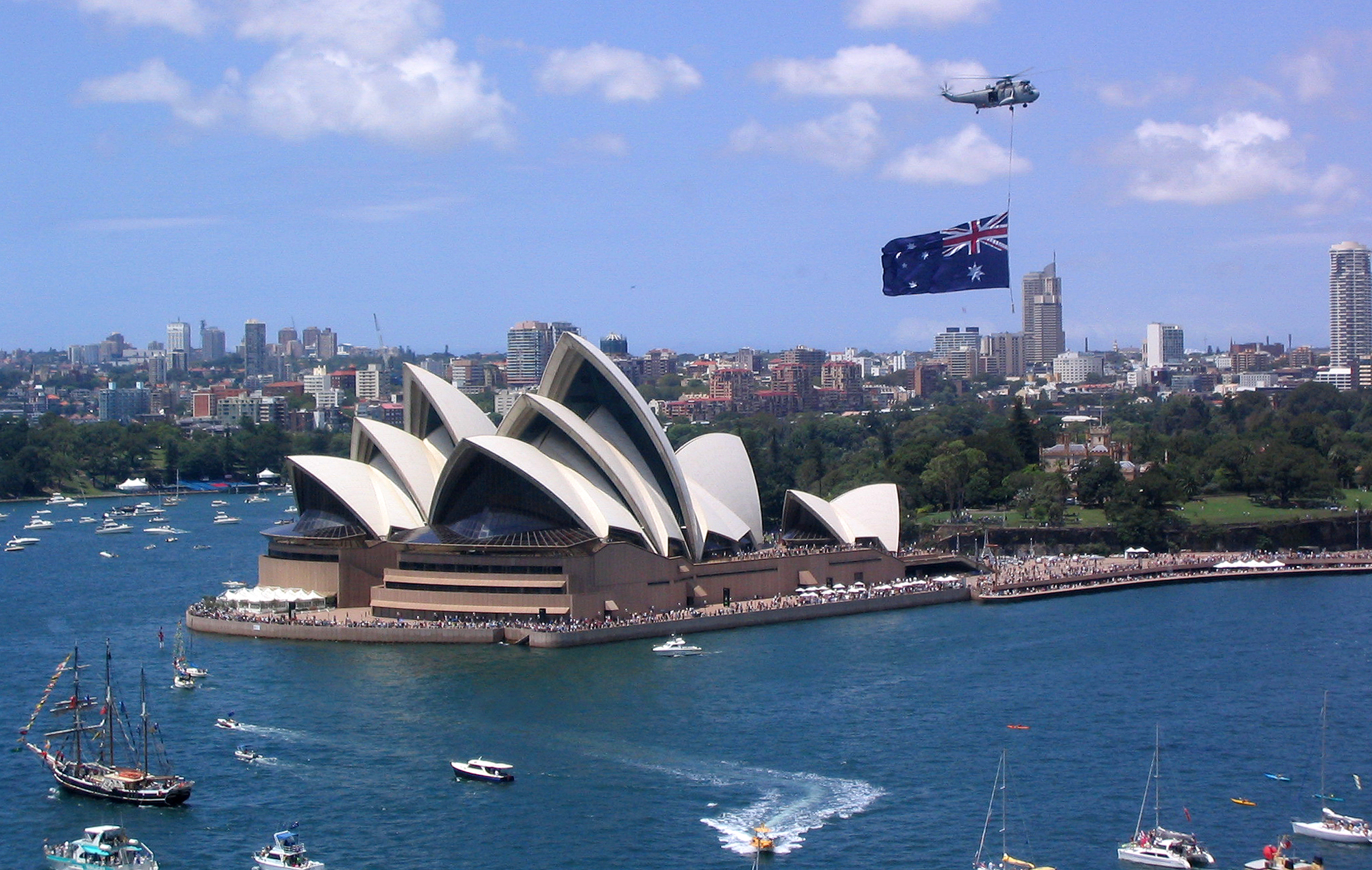
Feierlichkeiten zum „Australia Day“ im Hafen von Sydney, 2004

Der Australia Day, von Gegnern auch Invasions Day genannt, ist seit 1946 Australiens offizieller Nationalfeiertag und wird am 26. Januar gefeiert. Dieser Tag erinnert an die Ankunft der First Fleet und an ihre Landnahme in der Sydney Cove am 26. Januar 1788. In den vergangenen Jahren geriet der Tag in Teilen der australischen Gesellschaft zunehmend in die Kritik, die Beteiligung an den Feiern sinkt, während eine Protestbewegung entstanden ist.

## Name
Der Australia Day erhielt im Verlauf der Geschichte verschiedene Namen wie First Landing Day, Anniversary Day, Foundation Day, Proklamations Day, ANA Day, Day of Mourning usw. Seit Jahren entwickelt sich eine Protestbewegung, die am 26. Januar 2024 zehntausende Menschen in allen Teilen Australiens auf die Straße brachte, die den Feiertag Invasions Day nennt. Damit wollen sie den Charakter dieses Tages als Kolonisierung zum Ausdruck bringen.

## Geschichte
Der Tag bezieht sich auf das Jahr 1788, als die Landnahme durch die First Fleet erfolgte, die erste britische Flotte mit dem Ziel der Kolonisierung Australiens. Kapitän Arthur Phillip hisste an diesem Tag nicht nur die britische Flagge, sondern damit wurde Australien zu einem Teil des Vereinigten Königreichs; er gründete die Strafkolonie Australien und die Stadt Sydney. Erste Feierlichkeiten zum First Landing Day gab es am 26. Januar 1808. In der Folge nahm er in New South Wales den Namen Anniversary Day an und wurde bis 1888 ausschließlich in dieser Kolonie begangen. Andere übliche Termine waren der 1. Dezember in Tasmanien als Hobart Regatta Day, 1. Juni in Western Australia als Foundation Day und der 28. Dezember in South Australia als Proclamation Day. Nach der Gründung des Commonwealth of Australia wurde ab 1915 der erste gemeinsame Australia Day, zunächst in Anlehnung an die wenige Monate zuvor geglückten Landung in Gallipoli, am 30. Juli begangen, wobei es dessen Ziel war, Spenden für den Ersten Weltkrieg zu sammeln. Eine große Rolle für die Einrichtung dieses Tages, der auch ANA-Day genannt wird, spielte die Australian Natives Association (ANA), die wesentlichen Anteil an der Durchsetzen der rassistischen White Australia Policy hatte.

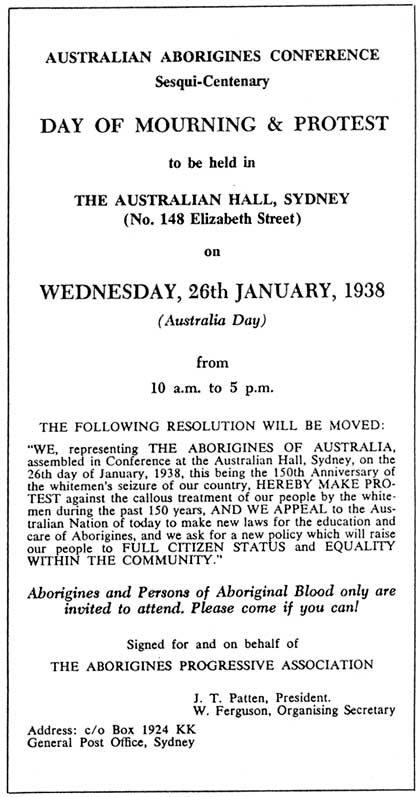
Day-of-Morning-Plakat der Protestveranstaltung in Sydney von 1938

Der 26. Januar wurde ab 1935 von allen australischen Bundesstaaten und dem Commonwealth of Australia begangen, trug jedoch nicht den Namen Australia Day. Als sich der Tag 1938 zum 150. Mal jährte, war die nationale Signifikanz des Tages gesichert. Er wurde mit großen Feierlichkeiten und zeitgleich erstmals von der Australian Aborigines League als Protesttag mit dem Namen Day of Mourning begangen. Die 1933 gegründete League war die erste politische Vereinigung, die sich ausschließlich mit den Rechten der Aborigines befasste. Im Jahr 1946 wurde der Tag dann zum Nationalfeiertag als Australia Day ernannt.

## Feierlichkeiten

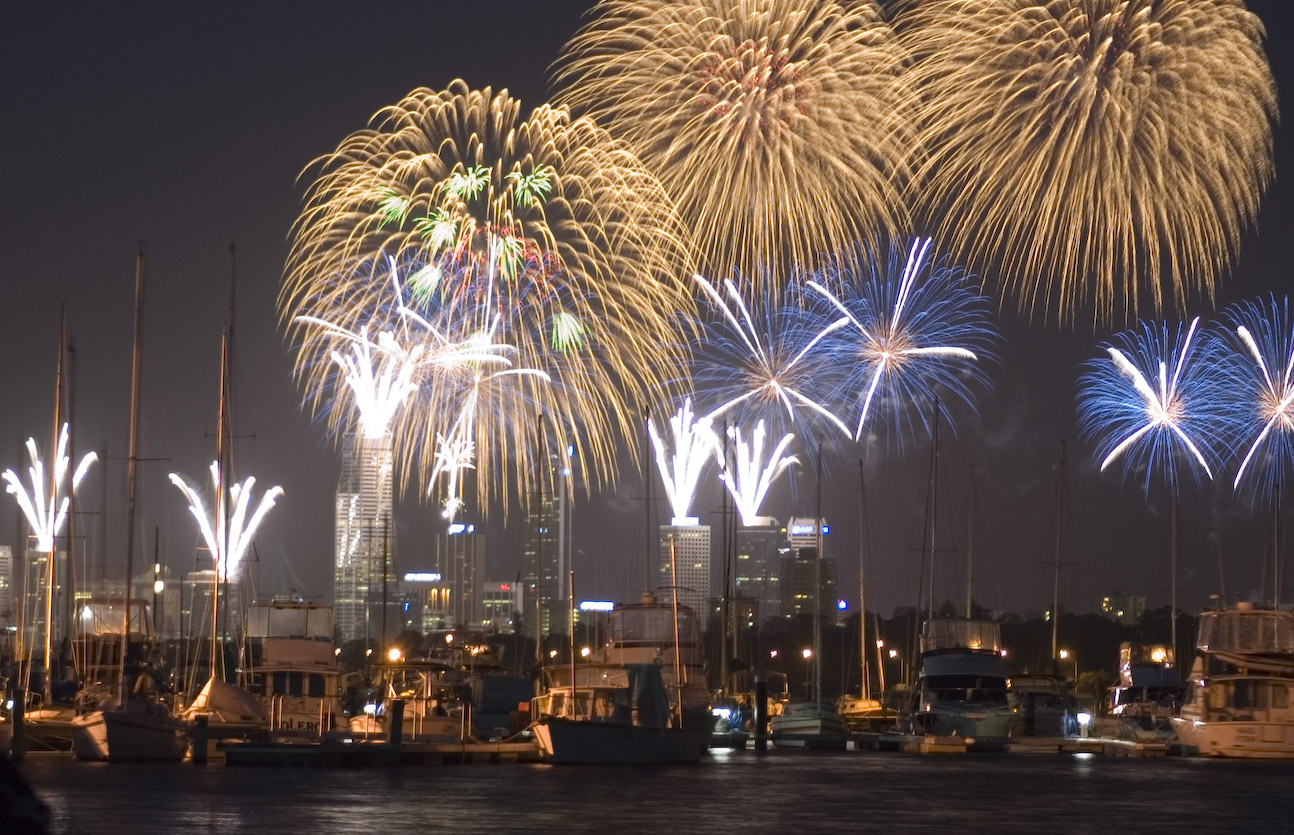
Feuerwerk in Perth, 2006

Der Australia Day ist ein öffentlicher Feiertag. Für einige Jahre wurde er am nächstgelegenen Montag gefeiert, um ein langes Wochenende zu ermöglichen. Seit 1994 wird er am tatsächlichen Jahrestag zelebriert; fällt dieser jedoch auf ein Wochenende, ist zusätzlich der darauffolgende Montag frei.
Traditionell wird am Australia Day eine Vielzahl von Veranstaltungen abgehalten. Dazu zählen die Verleihung der Titel des Order of Australia und des Australiers des Jahres sowie Ansprachen des Generalgouverneurs und des Premierministers. Oft wird dieser Tag von Städten und Gemeinden mit einem Feuerwerk begangen.

## Kritik

### Bedeutung
Der Australia Day wurde in den vergangenen Jahren zunehmend kritisiert. Er wird besonders von Aborigines (Nachkommen der Ureinwohnerschaft Australiens) abgelehnt, für die sich die Ankunft der britischen Truppen vielfach negativ auf Leben und Kultur auswirkte. Sie bezeichnen diesen Feiertag als Invasion Day, Day of Mourning oder Survival Day, der Tag feiere implizit deren Unterwerfung, wobei er als Symbol für Krieg, Genozid und Rassismus beschrieben wird. Einen Alternativentwurf bieten dazu der National Aborigines Day oder der National Sorry Day (am 26. Mai nichtamtlicher Gedenktag).

### Wandel der Feierlichkeiten

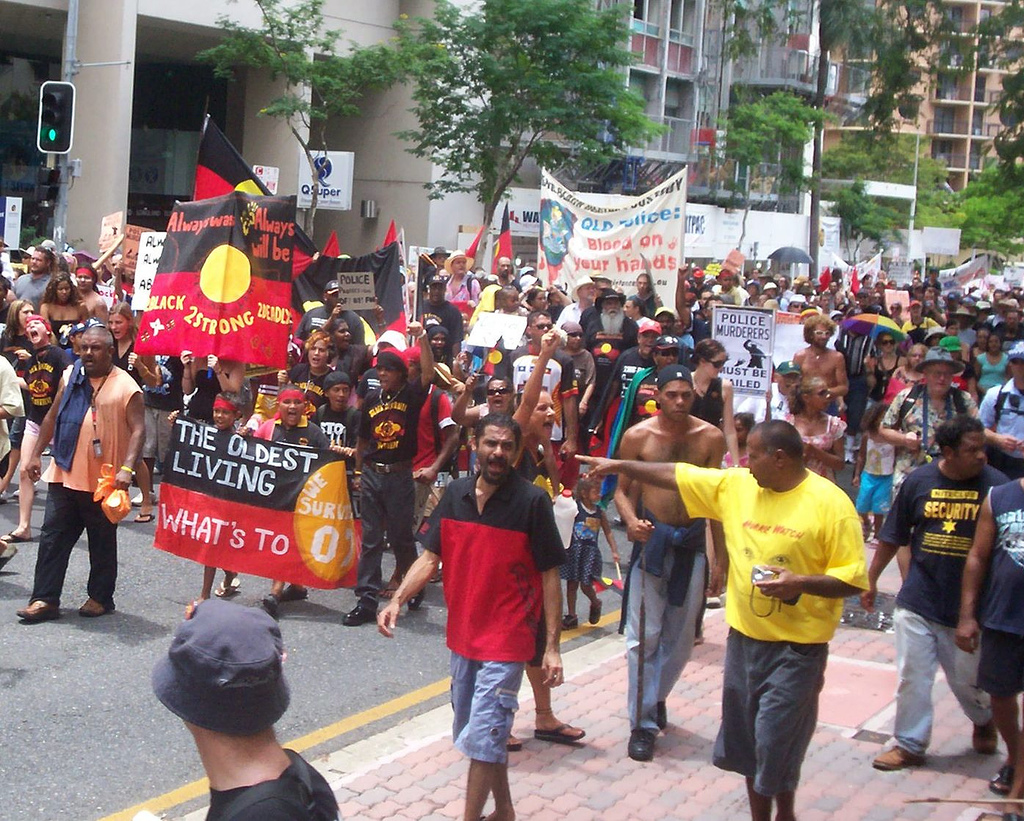
Demonstration gegen den Australia Day in Brisbane (2007)

Vor allem in neuerer Zeit wurde von Veranstaltern der wachsenden Kritik an dem Datum des Nationalfeiertages mehr Gewicht beigemessen. So fand die größte Veranstaltung anlässlich dieses Tages über viele Jahre in Perth statt. Nach Einschränkungen während der COVID-19-Pandemie wurde diese Veranstaltung jedoch ab dem Jahr 2023 aufgrund gestiegener Kosten und mangelnden Interesses wegen des Sinneswandels eingestellt. Sportveranstalter der Australian Open oder für Cricket, die dem Tag bisher besondere Feierlichkeiten widmeten, änderten deren Ausrichtung, um den Aborigines mehr Respekt zu zollen.
Seit 2015 sinkt die Zahl der Menschen Australiens, die sich am Australia Day beteiligen. Umfragen zeigten 2019, dass lediglich 40 % diesen Tag feiern. 2020 sank in Umfragen die Zahl derjenigen, die sich beteiligen, auf 34 % und 2021 auf 29 %. 2021 äußerten 53 % in einer Umfrage, dass sie lediglich für den Erhalt des Australia Days wären, weil es ein Feiertag sei. Am 26. Januar 2024 gab es australienweit Proteste gegen diesen Tag. Das Parlamentsgebäude in der Hauptstadt des Landes Canberra musste abgeriegelt werden, als hunderte Menschen die Polizeiabsperrungen durchbrachen.

### Vorschläge für die Änderung des Datums
Es wurde bereits vorgeschlagen, den 25. April, den ANZAC Day (Militäreinsatz im Ersten Weltkrieg) zum australischen Nationalfeiertag zu machen oder den 1. Januar, in Gedenken an den 1. Januar 1901, an dem sich die sechs unabhängigen australischen Kolonien zum Commonwealth of Australia zusammenschlossen. Die Befürworter der jetzigen Situation halten dem entgegen, dass der 26. Januar ein historisches Datum sei, vergleichbar mit dem französischen Nationalfeiertag oder dem Unabhängigkeitstag der USA.